# Boys Don't Cry (single)
Boys Don't Cry is een single van de popgroep The Cure. De track is afkomstig van het gelijknamige album Boys Don't Cry. De single is in 1980 uitgegeven en in 1986 heruitgegeven. In 1986 werd er een bescheiden hit mee gescoord.
De single bevat tevens een opvallende videoclip. In de clip wordt gesuggereerd dat drie jonge jongens de muziek van The Cure spelen. De schaduwen van de jongens zijn dan weer de schaduwen van de leden van The Cure.
Het nummer is geschreven door Michael Dempsey, Robert Smith en Laurence Tolhurst. Het nummer vertelt een verhaal over een man die zich tegenover zijn vriendin heeft misdragen en nu berouw heeft. Het is echter te laat en huilen is ook geen optie, omdat jongens immers niet horen te huilen. Er zit een lichte ironie in het zinnetje Boys Don't Cry. Of het een waargebeurd verhaal is, is niet bekend.

## Coverversies
Deze song wordt live vaak gespeeld door de skagroep Reel Big Fish en ook de rockgroep Smashing Pumpkins heeft dit nummer gecoverd. De band Hell Is For Heroes heeft hun versie van Boys Don't Cry als B-kant van hun single Retreat gebruikt. De Lostprophets hebben de track als B-kant van hun single Last Summer staan. Razorlight heeft het nummer in 2004 nog gecoverd voor The Cure's MTV Icon. Ook de Franse groep Superbus heeft dit nummer gecoverd. Hun versie is te vinden op hun in 2004 uitgebrachte cd Pop 'n gum.

## Trivia
- Boys Don't Cry is ook de titel van een Amerikaanse bioscoopfilm uit 1999 met Hilary Swank in de hoofdrol. Daarin wordt de track gecoverd door Nathan Larson en dient hij als titelsong.

## NPO Radio 2 Top 2000
| Nummer met noteringen in de NPO Radio 2 Top 2000 | '09  | '10 | '11  | '12  | '13 | '14  | '15  | '16  | '17  | '18  | '19 | '20 | '21 | '22 | '23 | '24 |
| ------------------------------------------------ | ---- | --- | ---- | ---- | --- | ---- | ---- | ---- | ---- | ---- | --- | --- | --- | --- | --- | --- |
| Boys Don't Cry                                   | 1146 | -   | 1100 | 1087 | 864 | 1116 | 1148 | 1070 | 1093 | 1407 | 975 | 935 | 881 | 702 | 753 | 729 |

1. ↑  Een '-' betekent dat het nummer niet was genoteerd en een vetgedrukt getal geeft de hoogste notering aan.
2. ↑  2009 was het eerste jaar met een notering voor dit nummer.